# Военные базы стран мира за рубежом

Вое́нные ба́зы госуда́рств ми́ра за рубежо́м — военные базы государств и стран мира, расположенные вне территории данных государств и стран.
Исторически понятие базы подразумевало неограниченный доступ и свободу операций государства, использующего базу, при таком широком определении понятия зарубежной военной базы в него входят и военные базы, образованные в результате оккупации территории. Современное определение некоторыми подразумевает под иностранными военными базами объекты, права базирующегося государства на пользование которых ограничено (например, в силу соглашения о статусе сил).
Большую систему зарубежных военных баз имели США и СССР в годы Холодной войны.
В настоящее время Россия располагает некоторым количеством военных объектов за рубежом. США после окончания холодной войны сократило сеть зарубежных военных баз, но одновременно стала предпринимать шаги по расширению географии своего военного присутствия в мире путём глобальной передислокации, общее количество зарубежных баз США составляет более 1 тыс.
Помимо США и России зарубежные военные базы имеют некоторые государства Западной Европы (например, Великобритания и Франция).

## Общая информация
Создание военных баз за границей позволяет стране проецировать мощь, например, вести экспедиционную войну и тем самым влиять на события за границей. В зависимости от их размера и инфраструктуры они могут использоваться в качестве плацдармов или для логистической, коммуникационной и разведывательной поддержки. Многие конфликты на протяжении современной истории привели к тому, что мировыми державами в большом количестве были созданы зарубежные военные базы, а существование баз за границей служило странам, которые имели их в то время, в достижении политических и военных целей.
Британская империя и другие колониальные державы создали заморские военные базы во многих своих колониях во время Первой и Второй мировых войн, где это было полезно, и активно добивались прав на объекты, где это было необходимо по стратегическим причинам. В свое время создание угольных станций для военных кораблей имело важное значение. Во время холодной войны Соединённые Штаты и Советский Союз создали военные базы там, где они могли, в пределах своих соответствующих сфер влияния, и активно добивались влияния там, где это было необходимо. Совсем недавно война с терроризмом привела к созданию зарубежных военных баз на Ближнем Востоке.
В то время как общее количество зарубежных военных баз сократилось с 1945 года, Соединённые Штаты, Турция, Великобритания, Россия и Франция все ещё владеют или используют значительное их количество. Меньшее количество зарубежных военных баз эксплуатируется Китаем, Ираном, Ираком, Индией, Италией, Саудовской Аравией, Сингапуром и Объединёнными Арабскими Эмиратами.
Соединённые Штаты являются крупнейшим оператором военных баз за рубежом, с 38 «именными базами» с действительной службой, национальной гвардией, резервом или гражданским персоналом по состоянию на 30 сентября 2014 года. Крупнейшей по численности персонала была база Ramstein AB в Германии, насчитывавшая почти 9 200 человек.

## Военные базы СССР за рубежом
- Ангола — ВМБ в Луанде;
- Афганистан — Ограниченный контингент советских войск в Афганистане;
- Венгрия — Южная группа войск;
- Вьетнам — ВМБ в Камрани;
- Гвинея — ВМБ и станция прослушивания в Конакри;
- ГДР — Группа советских войск в Германии, станция прослушивания в Ростоке;
- Египет — базы в Александрии и Мерса-Матрухе;
- Йемен — ВМБ в Сокотре и Адене;
- Куба — Радиоэлектронный центр в Лурдесе;
- Ливия — ВМБ в Триполи и Тобруке;
- Монголия — Советские войска в Монголии (оперативно подчинялись командованию Забайкальского военного округа);
- Польша — Северная группа войск, станция прослушивания в Свиноустье;
- Сирия — ВМБ в Латакии и Тартусе, станция прослушивания в Тартусе;
- Сомали — станция прослушивания в Бербере;
- Тунис — ВМБ в Бизерте и Сфаксе;
- Финляндия — ВМБ в Порккала-Удд;
- Чехословакия — Центральная группа войск;
- Эфиопия — ВМБ в Дахлаке, станция прослушивания в Нокре;
- Югославия — ВМБ в Сплите и Тивате.

## Военные базы России за рубежом

Страны с российскими военными базами и объектами

## Военные базы США за рубежом

Страны с американскими военными базами и объектами

### Военно-воздушные силы США

#### Австралия
- Станция слежения Pine Gap

#### Бахрейн
- Авиабаза в Исе

#### Бельгия
- Авиабазы Chievres и Kleine Brogel

#### Болгария
- Авиабазы Безмер и Граф-Игнатьево, полигон Ново-Село

#### Великобритания
- RAF Lakenheath, Brandon, Suffolk
- RAF Menwith Hill, Yorkshire Dales
- RAF Mildenhall, Mildenhall
- RAF Croughton, Upper Heyford, RAF Alconbury, Oxfordshire

#### Германия
- Ansbach
- NATO Air Base Geilenkirchen, Гайленкирхен
- Рамштайн — самая важная и крупная авиационная база за пределами Соединённых Штатов.
- Spangdahlem Air Base

#### Гондурас
- Военно-воздушная база Сото-Кано

#### Гренландия(Дания)
- Thule AB

#### Гуам
- Andersen Air Force Base

#### Испания
- Morón Air Base, Андалусия
- Morón de la Frontera

#### Италия
- Aviano Air Base
- San Vito dei Normanni Air Station

#### Катар
- Военно-воздушная база Аль-Удэйд

#### Нигер
- Агадес
- Арлит
- Ниамей

#### Нидерланды
- Joint Force Command Brunssum

#### Норвегия
- Авиабаза в Ставангере

#### Объединённые Арабские Эмираты
- Военно-воздушная база Эд-Дафра[англ.]

#### Оман
- Авиабазы в Масире и Тумрайте

#### Португалия
- Lajes Field, Азорские острова

#### Саудовская Аравия
- Авиабаза Eskan Village

#### Сингапур
- Военно-воздушная база Пайя-Лебар

#### Турция
- Авиабаза «Инджирлик» (Incirlik)

#### Южная Корея
- Авиабаза «Кунсан» (Kunsan)
- Авиабаза «Осан» (Osan)

Советник президента Республики Корея заявил, что вооружённые силы США в Республике Корея не покинут территорию Корейского полуострова даже в случае подписания мирного соглашения с КНДР.

#### Япония
- Kadena Air Base, Префектура Окинава
- Misawa Air Base, Misawa, Aomori
- Yokota Air Base, Токио

### Сухопутные войска

#### Германия
- Campbell Barracks, Хайдельберг
- Conn Barracks, Ledward Barracks, Швайнфурт
- Фильзек
- Учебный центр (Графенвёр, Бавария — крупнейший в Америке полигон для маневрирования живым огнём за пределами Соединённых Штатов, является одним из самых важных в мире для обучения взаимодействию американских и союзнических военнослужащих.
- Ландштуль
- 21-е командование поддержки театра военных действий (Кайзерслаутерн) — командование координирует и управляет почти всеми американскими военными логистическими и транспортными операциями из Европы на Востоке.
- Patrick Henry Village
- ROB
- Kapaun
- Штутгарт
- Региональный медицинский центр — медицинский центр по обслуживанию американских и союзнических военнослужащих, тяжело раненных или раненых в Афганистане, Ираке и других местах в Африке и Южной Азии.

#### Израиль
- Американский радар раннего предупреждения о ракетном нападении в пустыне Негев на юге Израиля.

#### Италия
- Caserma Ederle, Виченца
- Camp Darby, Ливорно

#### Косово
- Кэмп-Бондстил

#### Кувейт
- Camp Virginia[англ.]
- Camp Arifjan[англ.]
- Camp Buehring (бывший Camp Udairi)
- Camp Patriot[англ.]
- Camp Ali Al Salem
- Camp New York
- Camp Spearhead (SPOD at Ash Shuaybah)
- Camp Wolverine
- «K» Crossing

#### Южная Корея
- Camp Ames
- Camp Carroll
- Camp Casey
- Camp Castle
- Camp Colbern
- Camp Coiner
- USAG Daegu
- Camp Eagle
- Camp Essayons
- Camp George
- Camp Henry
- Camp Hovey
- USAG Humphreys
- Camp Korea
- Camp Kwangsa Ri
- Camp Kyle
- Camp Long
- Camp Market
- Camp Nimble
- USAG Red Cloud
- Camp Stanley
- Camp Walker
- Camp Yongin
- Far East Dist Engr
- H220 Heliport
- K-16 Air Base
- Kunsan Pol Terminal Site
- Madison Site
- Masan Ammunition Depot
- Pier #8
- Sungnam Golf Course
- Swiss and Swed Camp Mac HQ
- Tango (U.S. Army)
- Watkins Range
- Yong Pyong
- USAG Yongsan

#### Япония
- Кэмп-Дзама[англ.], Токио

### Корпус морской пехоты США

#### Бразилия
- Пункт обеспечения в Сан-Паулу

#### Германия
- Camp Panzer Kazerne, Böblingen

#### Джибути
- Marine Corps Security Detachment, Camp Lemonier

#### Куба
- Marine Corp Detachment, Guantanamo Bay Naval Base

#### Объединённые Арабские Эмираты
- Военно-морская база Фуджаира

Кувейт
- Camp Arifjan, Город Кувейт

#### Япония
- Marine Corps Base Camp Smedley D. Butler, Окинава
  - Camp Courtney
  - Camp Foster
  - Camp Gonsalves (Jungle Warfare Training Center)
  - Camp Hansen
  - Camp Kinser
  - Camp Lester
  - Camp McTureous
  - Camp Schwab
- Военно-воздушная база корпуса морской пехоты «Футенма» (Гинован), Окинава
- Marine Corps Air Station Iwakuni, Префектура Ямагути
- Camp Fuji, Префектура Сидзуока
- Yomitan Auxiliary Airfield

### Военно-морские силы США

#### Бахрейн
- Пятый флот ВМС США
- Naval Support Activity Bahrain
- Naval Detachment Dubai

#### Британская территория в Индийском океане
- Диего-Гарсия

#### Греция
- Суда (бухта)

#### Испания
- Rota Naval Station

#### Италия
- Naval Support Activity Naples, 6th fleet/Command Navy Europe. Шестой флот ВМС США
- Naval Air Station Siginella, Sicily
- Naval Support Activity Gaeta

#### Куба
- Guantanamo Bay Naval Base

#### Южная Корея
- Commander Naval Forces Korea Chinhae, South Korea

#### Япония
- Седьмой флот ВМС США
- Fleet Activities Yokosuka
- Fleet Activities Sasebo
- Naval Air Field Atsugi
- Naval Forces Japan, Okinawa

## Военные базы европейских стран за рубежом

### Военные базы Великобритании за рубежом

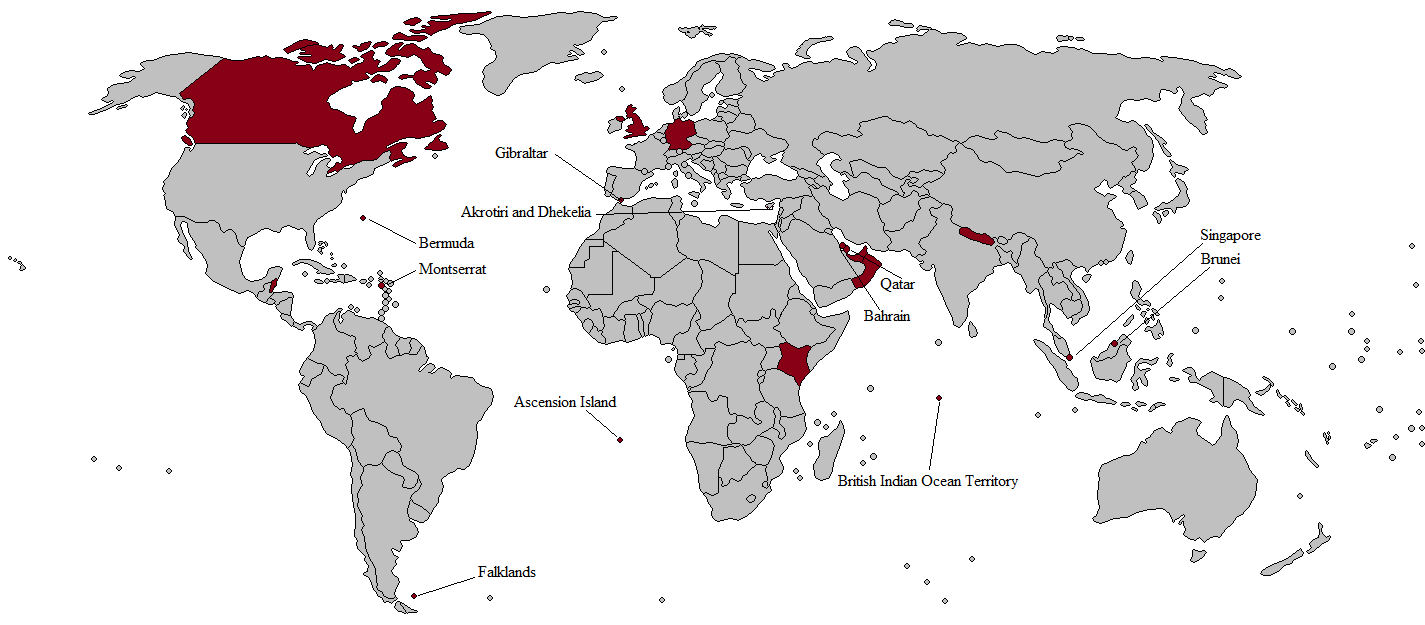
Зарубежные военные базы Соединённого Королевства

Подробнее Военные базы Великобритании за рубежом
Зарубежные военные базы Соединённого Королевства позволяют британским вооружённым силам вести экспедиционные боевые действия и поддерживать присутствие на передовой. Базы, как правило, располагаются в районах, имеющих стратегическое или дипломатическое значение, или рядом с ними, которые часто используются для наращивания или пополнения запасов вооружённых сил, как это было во время Фолклендской войны 1982 года и использования острова Вознесения Королевскими ВВС в качестве плацдарма. Большинство баз расположены на британских заморских территориях или бывших колониях, которые сохраняют тесные дипломатические отношения с британским правительством.
Помимо основных оперативных баз, британские военные дислоцированы примерно на 145 зарубежных военных объектах, расположенных в 42 странах. Большинство из них представляют собой небольшие контингенты. Однако около шестидесяти объектов находятся в непосредственном ведении британских вооружённых сил, в том числе семнадцать объектов на Кипре. Страны-союзники размещают британский военный персонал примерно на шестидесяти девяти объектах, в том числе в Омане в шестнадцати местах, и в Саудовской Аравии (где их пятнадцать). Шесть стран с постоянным военным присутствием Великобритании включены в список 30 «приоритетных стран в области прав человека» Министерства иностранных дел и по делам Содружества: Бахрейн, Ирак, Саудовская Аравия, Сомали, Сирия и Йемен.
Ряд британских военных операций в значительной степени опирался на стратегический остров Диего-Гарсия на островах Чагос. Он использовался для крупных операций во время Войны с террором, операции «Грэнби» (1991 г.), операции «Херрик» (2001—2014 гг.), операции «Телик» (2003—2011 гг.), операции «Шейдер» (2014-настоящее время), операции «Буря в пустыне» (1991 г.), операции «Лис пустыни» (1998 г.), операции «Несокрушимая свобода» (2001-14 гг.), операции «Иракская свобода» (2003-11 гг.) и операции «Неотъемлемая решимость» (2014-настоящее время).
В то время как Министерство обороны публично заявляет, что британские вооружённые силы располагают военными базами только в Великобритании, США, на Кипре, в Гибралтаре и в Южной Атлантике, в ноябре 2020 года в докладе журналиста Фила Миллера из Declassified UK выяснилось, что на самом деле существует 145 военных объектов, расположенных на всех семи континентах.. Эти цифры были обнародованы после того, как премьер-министр Великобритании Борис Джонсон объявил об увеличении оборонного бюджета страны на 16,5 млрд фунтов стерлингов.
В число 145 объектов входят 60, которые Великобритания использует сама, а также ещё 85, которыми управляют британские союзники. По словам Миллера, эти объекты подходят под описание того, что Марк Карлтон-Смит, начальник Генерального штаба, назвал «листами кувшинки», то есть объектами, к которым британские вооружённые силы имеют лёгкий доступ по мере необходимости.
В Африке британские войска присутствуют в Джибути, Кении, Малави, Мали, Нигерии, Сьерра-Леоне и Сомали. В Кении есть пять баз/учебных заведений, в том числе лагерь Кифару, который является частью BATUK в казармах Кахава в Найроби.
На островах Чагос британские и американские военные совместно управляют военно-морским центром поддержки Диего-Гарсия. Миссия командования состоит в том, чтобы «оказывать материально-техническую поддержку оперативным силам передового развертывания, развернутым в зонах ответственности Индийского океана и Персидского залива, для поддержки целей национальной политики». Строительство объекта началось в 1971 году и было завершено к 1976 году, и в том же году он был введен в эксплуатацию. Несмотря на то, что технически он принадлежит Министерству обороны, объект в основном занят подразделениями ВМС США.
Британская исследовательская станция Ротера расположена в Антарктиде. HMS Protector снабжает гражданскую научно-исследовательскую станцию и патрулирует близлежащие воды, в том числе вокруг Южной Георгии и Южных Сандвичевых островов.
Сообщается, что в Азии есть 61 объект, где, как сообщается, присутствуют британские военные. Большинство из них находятся в арабских государствах Персидского залива, таких как Саудовская Аравия, где находится пятнадцать объектов, и Оман, где их шестнадцать. Есть два объекта в Объединённых Арабских Эмиратах и одна основная база, Военно-морская база Соединённого Королевства, в Бахрейне. Есть также отряд из двух человек в посольстве Соединённых Штатов в Иерусалиме. Предполагается, что эти два солдата помогают работе Марка С. Шварца, координатора США по безопасности в Израиле и Палестинской автономии. Шварц использует посольство в качестве своей штаб-квартиры.
В Сембаванге в Сингапуре находится подразделение поддержки британской обороны Сингапура, которое находится в ведении Королевского флота и может позиционироваться как логистический центр и база поддержки британских вооружённых сил в Юго-Восточной Азии, Восточной Азии и Океании. В Брунее находится один батальон Королевского полка гуркхов и вспомогательное вертолётное подразделение.
В Австралии находятся четыре объекта, где присутствует британский персонал: аэродром Уиндхэм в Западной Австралии, Уильямтаун в Новом Южном Уэльсе, Вумера и озера Моусон в Южной Австралии. Согласно рассекреченному британскому отчёту, британские военные также имеют около 60 военнослужащих, дислоцированных по всей стране. Около 25 из них занимают должности атташе по вопросам обороны в Верховном комиссариате Великобритании в Канберре и на объектах министерства обороны Австралии недалеко от столицы, например, в штаб-квартире объединённого оперативного командования в Бангендоре.
Ещё десять британских военнослужащих базируются в неустановленных местах в Новой Зеландии. Парламентские данные за 2014 год показали, что их обязанности включали работу штурманом на самолёте P-3K Orion, который эксплуатируется Королевскими ВВС Новой Зеландии.
Британские вооружённые силы управляют семнадцатью военными объектами в двух «суверенных базах» на Кипре (Акротири и Декелиа), где проживает 2290 британских военнослужащих. Есть также четыре базы в Германии и одна в зависимых от Британской короны Джерси, Литве, Эстонии и Чешской Республике.
Войска британских вооружённых сил размещены в шести штатах США, включая Калифорнию (база ВВС Эдвардс), Неваду (база ВВС Крич) и Южную Каролину (MCAS Beaufort).
В качестве британских заморских территорий острова Теркс и Кайкос, Монтсеррат, Бермудские острова и Каймановы острова создали набираемые на месте полки, которые являются резервными подразделениями британской армии. Самым недавно созданным из них является полк островов Теркс и Кайкос, который был официально сформирован в апреле 2020 года.
Королевские ВВС Маунт-Плезант являются крупнейшим из шести объектов на Фолклендских островах, которые являются единственной территорией в Южной Америке с британскими военнослужащими. Маунт-Плезант поставляется с верфи в Мэр-Харбор. Острова контролируются тремя радиолокационными площадками в Маунт-Элис, Байрон-Хайтс и Маунт-Кент соответственно.
- Остров Вознесения (UK) — Вспомогательный аэродром острова Вознесения[англ.]: военный аэродром RAF и англо-американская радиоэлектронная станция[37];
- Бахрейн — военно-морская база HMS Jufair[англ.] (HMNBJ)[38][38][39];[40];
- Кипр — британские силы на Кипре[англ.] и RAF Troodos[англ.]: 2 мотопехотных батальона, вертолётная эскадрилья и другие подразделения (3200 чел.) (см. авиабаза Акротири);
- Бруней — британские силы Брунея[англ.] (Брунейский гарнизон[41]): мотопехотный батальон и вертолётное звено (900 чел.);
- Белиз — Подразделение обучения и поддержки британской армии в Белизе[англ.][42]: усиленный мотопехотный батальон (1300 чел.);
- Сьерра-Леоне — тренировочный лагерь на окраине города Фритаун;
- Кения — миротворческий контингент в пригороде Найроби;
- Канада — учебное подразделение британской армии в Саффилде[англ.][43]: тренировочный лагерь в Альберте.
- Эстония — Боевая группа под руководством Великобритании в Тапе: Расширенное передовое присутствие НАТО[44][45].
- Германия — британская армия Германии[англ.]: гарнизон Вестфалии[англ.][46].
- Ирак — Airbus Аль-Асада[англ.][47].
- Кения — Учебное подразделение британской армии в Кении[англ.][48].
- Непал — британские гуркхи Непала[англ.] (лагерь Покхара, станция Дхаран)[49][50].
- Норвегия — аэродром Бардуфосс[англ.][51].
- Сингапур — Подразделение поддержки Британской обороны в Сингапуре[англ.][52][53].
- Катар — Раф Аль Адид[54].
- Оман — омано-британская совместная учебная зона[англ.] и совместная база материально-технического обеспечения Великобритании[англ.].
- Объединённые Арабские Эмираты — авиабаза Аль-Минхад[англ.].
- США — MCAS Бофорт[англ.] (учебная база)[55][56], База ВВС Крич[англ.][57][58], База ВВС Эдвардс[59][60], База подводных лодок ВМС Кингс-Бей (объект Trident)[61][62][63].

#### Британские заморские территории
- Гибралтар (1000 чел.);
- Британская Территория в Индийском Океане, Диего-Гарсия — в настоящее время передана США под военно-морскую и военно-воздушную базу, но остаётся подразделение британских ВС в 40 чел. Британские вооружённые силы Британские территории в Индийском океане: постоянная совместная оперативная база. Хотя военно-морской центр поддержки Диего-Гарсия и объекты авиабазы на Диего-Гарсия сданы в аренду Соединённым Штатам, Великобритания сохраняет за собой право собственности и постоянный доступ. Небольшой, но постоянный британский гарнизон, известный как Военно-морская партия 1002 в 40 человек, формирует гражданскую администрацию на этой британской заморской территории[64].;
- Фолклендские острова (1650 чел.).

| Расположение         | Подробности | Официальный сайт                                     |
| -------------------- | --- | ---------------------------------------------------- |
| Бермуды              | The Royal Bermuda Regiment: Основаны в 1965. | www.bermudaregiment.bm                               |
| Каймановы острова    | Cayman Islands Regiment: Основаны в 2019. | www.exploregov.ky/ciregiment                         |
| Фолклендские острова | Falkland Islands Defence Force: ведут свое происхождение с 1847 года. Силы состоят из одной роты лёгкой пехоты и тренируются один раз в неделю. Он полностью укомплектован местным населением в соответствии с доктриной, обучением и операциями британской армии. | www.fig.gov.fk/fidf                                  |
| Гибралтар            | Royal Gibraltar Regiment: сформирован в 1943 году. Полк состоит из одного пехотного батальона (1 штабная рота и 3 пехотные роты) и отправляет членов для участия в британских конфликтах за границей.                                                              | royalgibraltarregiment.gi                            |
| Монтсеррат           | Royal Montserrat Defence Force: Основаны в 1899. | https://www.gov.ms/?s=Royal+Montserrat+Defence+Force |
| Теркс и Кайкос       | Turks and Caicos Islands Regiment: Основаны в 2020. | https://www.gov.tc/government                        |

### Военные базы Германии за рубежом
- Франция — 290-й егерский батальон, Страсбург.
- Франция — франко-германская бригада в Илькирш-Граффенштаден недалеко от Страсбурга и учебный центр Eurocopter Tiger в Ле-Канне-де-Мор.
- Соединённые Штаты — Немецкое бюро связи по оборонной технике США/Канады в Рестон (Виргиния), где выставлен фрагмент Берлинской стены[англ.][65][66].
- Литва, Рукла.[67]

### Военные базыФранцииза рубежом
Подробнее Военные базы франции за рубежом
«Силы присутствия за рубежом»:
В Африке:
- Центральноафриканская Республика (240 чел.) (выведена[69][70]);
- Нигер (240 чел.): База ВВС Ниамей в рамках операции «Бархан» (выведена[69]);
- Джибути[71] (2800 чел.): French forces in Djibouti[англ.][52][72];
- Габон (800 чел.): французские подразделения в Габоне (EFG)[52][72];
- Сенегал (1110 чел.): французские подразделения в Сенегале (EFS)[52][72];
- Кот-д’Ивуар (1000 чел.): французские войска в Кот-д’Ивуаре (FFCI)[52][72];
- Чад (1000 чел.): База ВВС Нджамена в рамках операции «Бархан».
- Буркина-Фасо — несколько объектов в стране в рамках операции «Бархан» (выведена[69]).
- Мавритания — несколько объектов в стране в рамках операции «Бархан».
- Мали (выведена[69]).

Другие:
- Объединённые Арабские Эмираты[73] (700 чел.): силы присутствия в Объединённых арабских эмиратах[52][72].
- Кипр — военно-морская база на военно-морской базе Евангелос Флоракис[англ.][74][75][76].
- Германия — франко-германская бригада в Мюльхайме и учебный центр Eurocopter Tiger на авиабазе Фассберг[англ.].
- Ливан — несколько объектов в стране в составе Временных сил Организации Объединённых Наций в Ливане[77][78][79].
- Сирия — не менее трех баз возле Айн-эль-Араб, Серрин-эш-Шималия и Ayn Issa[англ.][80] в рамках операции «Шаммаль»[англ.].
- Ирак — Войска в Багдаде в рамках операции «Шаммаль»[англ.].
- Иордания — авиабаза принца Хасана[англ.] в рамках операции «Шаммаль»[англ.].

Согласно «Белой книге об обороне Франции» 2008 года, планируется оставить в Африке: на восточном побережье военные базы в Джибути, на островах Майотта и Реюньон; а на западном побережье одну военную базу в столице Габона Либревиле.
Согласно справочнику «The Military Balance» за 2014 год, Франция имела в Африке: размещённую в готовом состоянии военную технику в расчёте на 1 штаб и 2 пехотные роты (ещё 1 самолёт противолодочной борьбы Breguet Atlantic и 1 военно-транспортный самолёт Transport Allianz C.160 Transall) в Сенегале, 2800 военных в Мали, 950 военных в Чаде (из них 150 человек в столице страны Нджамене и 350 человек в Абеше, на границе с Суданом), 1900 военных в Джибути, 400 военных в ЦАР, 900 военных в Габоне и 450 военных в Кот-д’Ивуар (всего 7400 военных). Помимо этого существуют развёрнутые военные силы на острове Реюньон.

#### Заморские территории Франции
«Силы суверенитета на заморских территориях Франции»:
| Территория                               | Гарнизон | Численность личного состава | Примечание |
| ---------------------------------------- | --- | --------------------------- | ---------- |
| Французская Гвиана                       | вооружённые силы Французской Гвианы (FAG)                                                                       | 2,100                       | [ 82 ]     |
| Реюньон & Майотта                        | (вооружённые силы в южной части Индийского океана (FAZSOI) (фр. Forces armées de la zone sud de l'océan Indien) | 1,650                       | [ 82 ]     |
| Новая Каледония                          | вооружённые силы Новой Каледонии в Новой Каледонии (FANC)                                                       | 1,400                       | [ 82 ]     |
| Французская Вест-Индия                   | вооружённые силы Французской Вест-Индии на Антильских островах (FAA)                                            | 1,000                       | [ 82 ]     |
| Французская Полинезия                    | вооружённые силы Французской Полинезии (FAPF)                                                                   | 900                         | [ 82 ]     |
| Французские южные и антарктические земли | вооружённые силы в южной части Индийского океана (FAZSOI)                                                       | 250                         | [ 82 ]     |

### Военные базы Нидерландов за рубежом
- США — Международный аэропорт Тусона[англ.], Аризона (учебная база)[83].

#### Колонии Нидерландов
- Аруба — на Арубе постоянно дислоцируется эскадрилья Корпуса морской пехоты Нидерландов[англ.][84].
- Кюрасао — отряд Королевской армии Нидерландов, постоянно дислоцированный на Кюрасао. Королевские военно-морские силы Нидерландов имеют корабль тыловой поддержки Pelikaan (A804)[англ.], дислоцированный на Кюрасао, часто в сопровождении фрегата класса De Zeven Provinciën, фрегата класса Karel Doorman или сторожевого корабля класса Holland[англ.][84].

### Военные базы Дании за рубежом
- Островное командование Гренландии (в том числе лыжный патруль «Сириус»)
- Island Command Faroes[англ.]

### Военные базы Италии за рубежом
- Джибути — Base Militare Nazionale di Supporto[итал.] (BMNS), Национальная военная база поддержки[85].
- Кувейт — авиабаза Ахмад аль-Джабер[англ.][86].
- Ливия — Гат (Ливия)[87].
- США — База ВВС Шеппард[англ.] (тренировочная база)[87]. База ВВС Эглин[англ.] (тренировочная база)[88].

### Военные базы Греции за рубежом
- Кипр — ВВС на Кипре.
- Косово — ВВС в Косово.
- Саудовская Аравия — ВВС в Саудовской Аравии[89].

### Военные базыТурцииза рубежом

Страны с турецкими военными базами и объектами

- Албания — 2 фрегата и 24 военнослужащих на базе Паша Лиман[англ.][90]. В 1992 году было подписано албанско-турецкое соглашение о военном сотрудничестве, которое предусматривало восстановление албанской базы Паша Лиман[англ.] Турцией наряду с предоставлением доступа для использования Турцией[91].
- Азербайджан — Здания и сооружения в военном городке Гызыл Шерг и одно здание терминала, расположенное на аэродроме в поселке Гаджи Зейналабдин[92]. Наблюдательная база была также построена Турцией в Нагорно-Карабахском регионе после 44-дневной Нагорно-Карабахской войны 2020 года. База была создана в Агдаме под названием «Центр наблюдения за прекращением огня» и официально начала действовать в январе 2021 года, когда на базе разместились 60 турецких и российских солдат[93].
- Ирак — Турция подписала соглашение с Ираком, которое включает разрешение турецкой армии преследовать элементы Рабочей партии Курдистана (РПК) в северном Ираке с разрешения и в координации с федеральным правительством Ирака. Он также включает открытие двух офисов связи между Багдадом и Анкарой для обмена разведывательной информацией и информацией о безопасности между двумя странами[94][95]. По состоянию на 2020 год Турция имеет военную базу с 2 000 человек личного состава в Bashiqa[англ.] и авиабазу Bamarni[англ.] с гарнизоном около 60 танков, бронетранспортеров и одним батальоном коммандос[96][97]. Турция имеет более 40 военных и разведывательных баз, разбросанных по всему Ираку, больше, чем в любой другой стране[98]. По состоянию на апрель 2021 года планируется построить новую базу в районе Metina мухафазы Дахук в иракском Курдистане[99][100]. Всего Турция разместила в Ираке от 5000 до 10000 солдат[101][102].
- Косово. Приблизительно 321 военнослужащий служат в командовании батальона безопасности Косово. Они дислоцируются на базе Sultan Murat в городе Призрен для миссии МООНК и миротворческих сил КФОР[103][104][105][106].
- Ливия — авиабазы в Al-Watiya[англ.], Митиге и Мисурате в дополнении к Зуваре[107]. Количество турецких солдат, дислоцированных в Ливии, неизвестно[102].
- Кипр — В общей сложности от 35 000 до 40 000 вооружённых сил Турецкой Республики в настоящее время находятся на действительной службе Командования турецких миротворческих сил Кипра[102].
- Катар — военная база в Дохе с 5 000 человек личного состава[108][109][110][111].
- Сомали — Camp TURKSOM[англ.] на 2 000 человек[102].
- Сирия — базы в Эль-Баб, Эр-Раи, Ахтерин, Африн, Джандарис, Раджу и Джерабулус с персоналом не менее 5 000 человек в регионах Щит Евфрата и Оливковая ветвь. Новые базы построены к югу от провинции Африн[англ.] в Atme[англ.] и Дар-Таазза[112]. По состоянию на январь 2022 г. в Сирии насчитывается 114 турецких баз[113]. После операции Источник мира примерно 6 400 человек работают в районе Источника мира между Рас-эль-Айн и Эт-Телль-эль-Абьяд. 19 наблюдательных пунктов расположены вокруг Идлиба и провинции Алеппо[114]. Всего насчитывается около 10 500 турецких солдат и 250 танков, дислоцированных в Сирии. Эти цифры постоянно изменяются[102].

## Военные базы Канады и Австралии за рубежом

### Военные базы Канады за рубежом
- Германия. Созданный в 2009 году Центр оперативной поддержки (OSH) Европы в крупном аэропорту Кёльн-Бонн, Германия, способен работать круглосуточно и без выходных, обеспечивая доступ ко всему спектру европейских транспортных сетей[115].
- Ямайка — создана в 2016 году как OSH — Латинская Америка и Карибский бассейн[англ.] (ЛАК). Он служил платформой поддержки на театре действий для членов CAF, принимающих участие в учениях TRADEWINDS 2016 на Ямайке. Он способен оказывать поддержку другим миссиям CAF в регионе, таким как гуманитарная помощь и операции по оказанию помощи при стихийных бедствиях. Он поддерживает другие правительственные департаменты и агентства, действующие в этом районе, а также укрепляет отношения между канадскими вооружёнными силами и силами обороны Ямайки[115].
- Кувейт — OSH — Передняя Азия. Создан в 2011 году для поддержки канадских операций в Афганистане после потери базы Кэмп-Мираж в ОАЭ. База являлась транспортным пунктом, где личный состав, техника и оборудование вооружённых сил Канады перебрасывались между видами транспорта, в частности, с воздуха на море. В 2014 году было подписано новое соглашение с Кувейтом о продолжении поддержки персонала, материальных средств и оборудования, следующих транзитом через Кувейт в районы операций за пределами Кувейта и обратно. OSH также поддерживает членов и активы CAF, находящиеся в Кувейте[115].
- Сенегал — OSH — Западная Африка. Весной 2018 года в аэропорту имени Леопольда Седара Сенгора в Дакаре (Сенегал) был создан временный центр оперативной поддержки (IOSH) для поддержки операции PRESENCE Task Force Mali. Позже он стал постоянным OSH в Западной Африке. Это позволяет CAF быстро и гибко проектировать и поддерживать свои вооружённые силы, обеспечивая поддержку операций CAF, проводимых в Западной Африке или через неё. Он обеспечивает связь на оперативном/тактическом уровне с HN и логистическим центром ООН, поддерживая получение оборудования и связь с таможней для других правительственных ведомств и агентств Канады, а также канадской оборонной промышленности[115].

### Военные базы Австралии за рубежом
- Малайзия — авиабаза Баттерворт[англ.], Малайзия, используется для соблюдения Австралией обязательств по обороне пяти держав[англ.] (FPDA)[116]. Кроме того, австралийская армия содержит пехотную роту (обозначенную как стрелковая рота Баттерворта[англ.]) в Баттерворте (Малайзия)[англ.] для учебных целей.
- Объединённые Арабские Эмираты — авиабаза Аль-Минхад[англ.] (ОАЭ), используемая для операций Австралии на Среднем Востоке.

## Военные базы азиатских стран за рубежом

### Военные базы Японии за рубежом
- Джибути — База сил самообороны Японии в Джибути[англ.][117].

### Военные базы Китая за рубежом
- Камбоджа — военно-морская база в Реаме[англ.][118].
- Джибути — База поддержки Народно-освободительной армии Китая в Джибути[англ.][119].
- Таджикистан — военный пост на юго-востоке Горного Бадахшана[120].
- Саудовская Аравия — Проект PLARF Golden Wheel[кит.] совместно использует баллистические ракеты средней дальности DF-3 и DF-21 в Саудовской Аравии с момента создания Королевских ракетных войск стратегического назначения Саудовской Аравии в 1984 году[121][122].

### Военные базы Сингапура за рубежом
- Австралия — Летная школа подготовки (130-я эскадрилья)[англ.] (учебная база)[123]; Центр армейской авиации Оки[англ.] (учебная база)[124].
- Бруней — Лагерь Джалан Аман[англ.].
- США — база ВВС Маунтин-Хоум (учебная база)[125]; База ВВС Люк[англ.] (учебная база)[126].
- Тайвань. Присутствие вооружённых сил Сингапура на Тайване восходит к середине 1970-х годов после соглашения между лидерами Цзян Цзинго и Ли Куан Ю. Базы включают в себя: командование совместной учебной базы в Хэнчунь[англ.]; артиллерийскую базу в Доулиу; базу бронетанковых войск в Хукоу[127][128].

### Военные базы Бангладеша за рубежом
- Кувейт — Бангладешский военный контингент находился в Кувейте после окончания войны в Персидском заливе 1991 года для оказания помощи кувейтским вооружённым силам в логистике и других секторах в соответствии с двусторонним соглашением[129][130][131][132].

### Военные базы Индии за рубежом

Военные базы Индии за рубежом

- Таджикистан — авиабаза в Фархоре и Западном Душанбе[англ.]

.
- Бутан — Индийская группа военной подготовки[англ.] (IMTRAT), постоянно дислоцированная в западном Бутане[136].
- Мадагаскар — пост прослушивания и радиолокационная установка на севере Мадагаскара[137].
- Оман — пост прослушивания[англ.] в Эль-Хадд и право швартовки ВМС Индии на военно-морской базе Маскат[138]. Учреждение в Дукме[англ.] для ВВС Индии и ВМС Индии.
- Маврикий — база военно-морской авиации и радарная система прибрежного наблюдения[англ.] на острове Агалега.
- Сингапур — кораблям ВМС Индии разрешено ограниченное материально-техническое обеспечение, включая дозаправку, на военно-морской базе Чанги.

### Военные базы Пакистана за рубежом
Подробнее Развертывание вооружённых сил Пакистана
- Саудовская Аравия — 1180 человек в Табуке и других базах на постоянной основе обучают и консультируют в соответствии с соглашением 1982 года[139][140][141][142].

### Военные базы Ирана за рубежом
- Ливан — военный учебный центр недалеко от Бейт-Мубарака и несколько военных объектов в Бекаа и мухафазах Бейрут[143].

### Военные базы ОАЭ за рубежом
- Ливия — передовая оперативная база в аэропорту Аль-Хадим близ Эль-Мардж[144][145].
- Сомалиленд — военная база в порту Бербера[англ.][146].
- Йемен — военная база на Сокотре и авиабаза в Периме[147][148].

### Военные базы Саудовской Аравии за рубежом
- Бахрейн — военное присутствие Саудовской Аравии в Бахрейне с момента вторжения в Бахрейн[англ.] под руководством Саудовской Аравии в 2011 году в составе Сил щита полуострова[англ.] — военного подразделения Совета сотрудничества стран Персидского залива. Подразделения, присланные из Саудовской Аравии, включали 1 000 (1 200)[149] военнослужащих и 150 автомобилей. Солдаты Саудовской Аравии, по-видимому, были из Национальной гвардии Саудовской Аравии[англ.], которой командовал сын короля Абдаллы принц Мутаиб[150].
- Джибути — военная база в Джибути[151][152][153].
- Йемен — несколько военных баз и объектов в мухафазах Эль-Махра, Хадрамаут, Мариб, Абьян, Ходейда, Таиз[154].

## Комментарии
Комментарии